# Obermüllerbach
Der Obermüllerbach ist ein rechter Zufluss der Bieber im Main-Kinzig-Kreis im hessischen Spessart.

## Geographie

### Verlauf
Der Obermüllerbach entspringt südlich von Villbach am Fuße der Kuppe (430 m) am Trinkwasserstollen Obermüller. Diese Quelle hat heute keinen oberirdischen Abfluss zum Obermüllerbach mehr. Der Obermüllerbach fließt in südwestliche Richtung, unterquert die Bundesstraße 276 und mündet südöstlich von Röhrig von rechts, etwa 500 m unterhalb der Alexander Scharff-Quelle, in die oft kleinere Bieber.

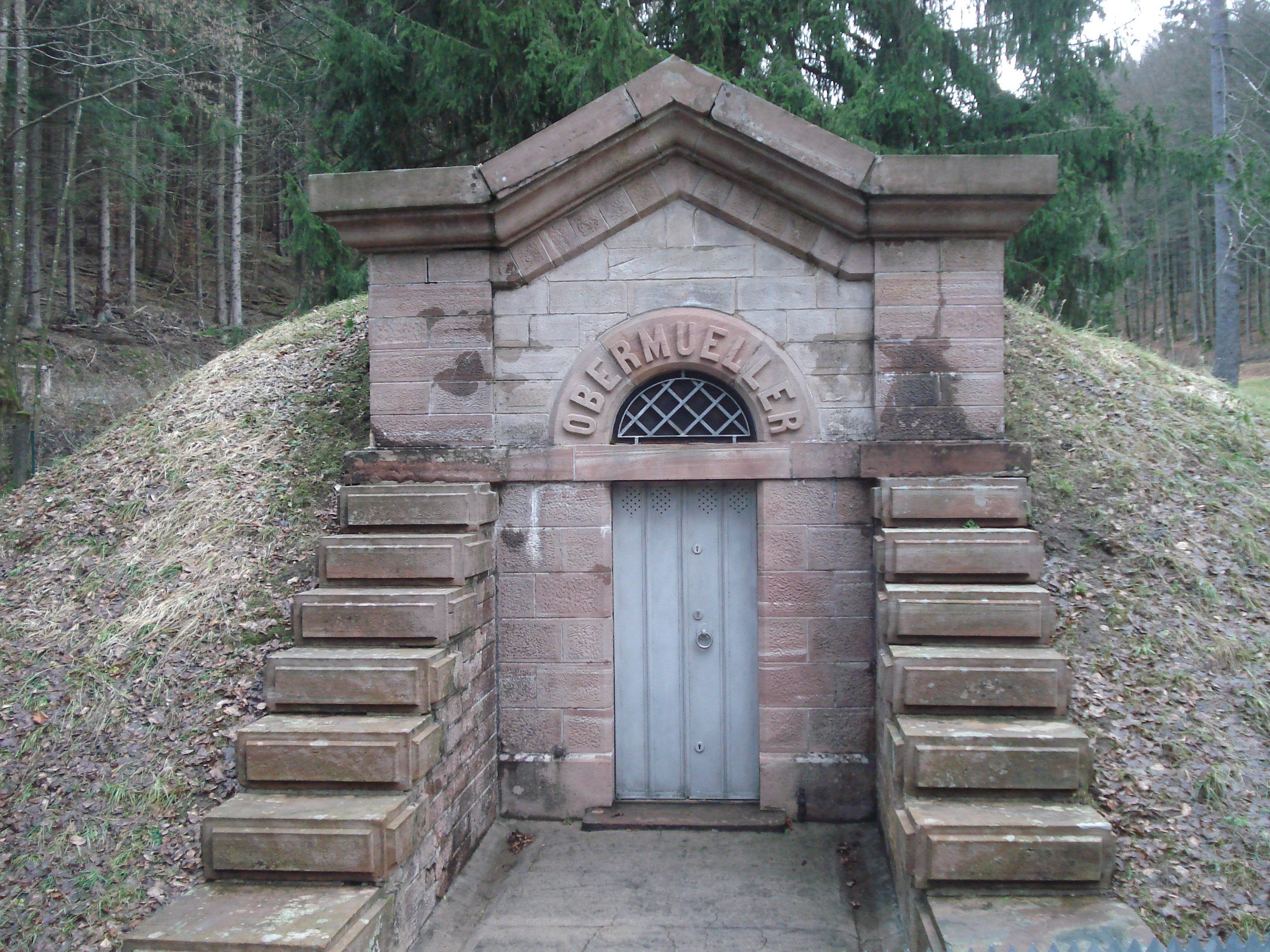
Der Trinkwasserstollen Obermüller
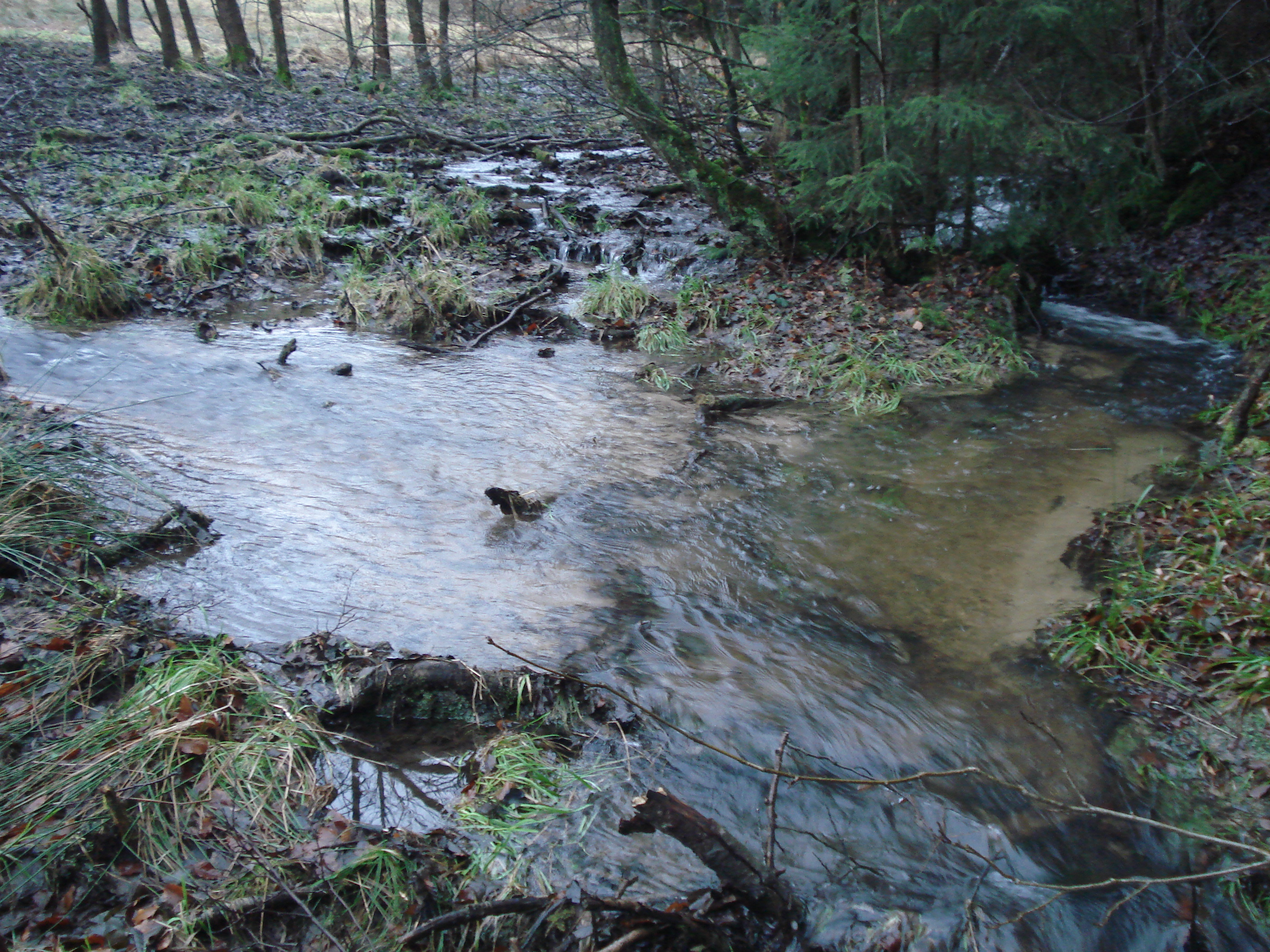
Der Obermüllerbach (links) mündet in die Bieber (von hinten nach vorne)

### Flusssystem Kinzig
- Liste der Fließgewässer im Flusssystem Kinzig (Main)